# Lena Bernhard
Lena Bernhard (* 24. August 2001 in Minden) ist eine deutsche Volleyballspielerin.

## Karriere
Lena Bernhard ist die Tochter der ehemaligen Bundesligaspielerin Anja Dunst-Bernhard. Sie begann ihre eigene Karriere im Alter von acht Jahren beim 1. VC Minden und spielte später beim TV Hörde. 2020 wechselte die Außenangreiferin zum Zweitligisten VC Allbau Essen. 2023 wurde sie vom Ligakonkurrenten Skurios Volleys Borken verpflichtet. Mit dem Verein schaffte sie in der Saison 2024/25 den Aufstieg in die erste Liga. Auch 2025/26 spielt Bernhard für Borken.